# Familiennamenbuch der Schweiz
Im Familiennamenbuch der Schweiz sind alphabetisch alle Familien verzeichnet, die 1962 in einer schweizerischen Gemeinde das Bürgerrecht besassen. Es dient einerseits Historikern und andererseits Familienforschern als Nachschlagewerk und ist sowohl als Printausgabe als auch in Form einer Online-Datenbank verfügbar.

## Geschichte
Einst genügte in Urkunden oder für den Abschluss eines Rechtsgeschäfts die Angabe des Namens. Werden heutzutage offizielle Dokumente erstellt, ist es zwingend notwendig, neben dem Familiennamen und Vornamen weitere Identifikationsmerkmale beizufügen: Geburtsdaten, den Zivilstand und mehr, in Deutschland, Österreich sowie anderen Ländern zum Beispiel den Geburtsort. Nicht so in der Schweiz. Hier ist es notwendig, den Heimat- oder Bürgerort zu nennen.
In der Schweiz wurden erstmals Ende des 15. Jahrhunderts Personendaten erfasst, und mit der Reformation begann sich die Registrierung allgemein durchzusetzen. Die reformierten Kantone ordneten als erste das Anlegen von Kirchenbüchern an: 1526 Zürich, 1528 Bern, 1541 Neuenburg und Genf, wo Calvin selbst den Anstoss gab. In einer frühen Phase wurden nur Geburts- und Eheregister erfasst, erst später auch Todesregister. Mit Ausnahme der Zeit während der Helvetischen Republik 1799–1801 (in der die Gemeinden zur Führung von Zivilstandsregistern verpflichtet wurden), waren Geistliche für die Register zuständig. Ab 1815 strebten einzelne Kantone eine Vereinheitlichung der Registerführung an, und ab 1830 traten Zivilstandsbeamte an die Stelle der Pfarrer. 1867 schliesslich schuf der Bund ein für alle Kantone verbindliches System für die Darstellung und die Weiterleitung der Ergebnisse an das Eidgenössische Statistische Bureau, das heutige Bundesamt für Statistik. Ein Gesetz zur Säkularisierung des Zivilstandswesens trat 1876 in Kraft. Es schrieb die Schaffung von Zivilstandskreisen und landesweit einheitlichen Verfahren vor. Das Zivilgesetzbuch (ZGB) von 1907 übernahm das bestehende System, aber 1928 wurden drei neue Register eingeführt: das Legitimations-, das Anerkennungs- und das Familienregister. Letzteres wird am Heimatort aufbewahrt, enthält den laufend aktualisierten Zivilstand der Bürger einer Gemeinde und dient zur Feststellung der Schweizer Staatsbürgerschaft (seit 2001 Personenstandsregister, Bürgerrecht).
Ab 1929 hatte ein Zivilstandsbeamter somit eine doppelte Pflicht. Er musste aus der Menge aller ihm angezeigten Geburten, Eheschliessungen und Todesfälle jene identifizieren, die Bürger anderer Gemeinden betreffen und die Angaben an diese weiterleiten. Andererseits hatte er die eintreffenden Meldungen (auch von ausländischen Konsulaten), wenn sie sich auf Bürger seiner Gemeinde beziehen, ins eigene Familienregister einzutragen. Nur durch die Zusammenfassung der zivilstandsamtlichen Meldungen am Heimatort der Bürger, ohne Rücksicht auf deren Wohnort, war jederzeit der Nachweis des Bürgerrechts gewährleistet. Das Familienregister ist in diesem Sinne, nach Familien unterteilt, zugleich ein Bürgerverzeichnis, das zudem auch über den Zeitpunkt der Einbürgerung und die ursprüngliche Herkunft Aufschluss gibt.

## Entstehung des Familiennamenbuchs

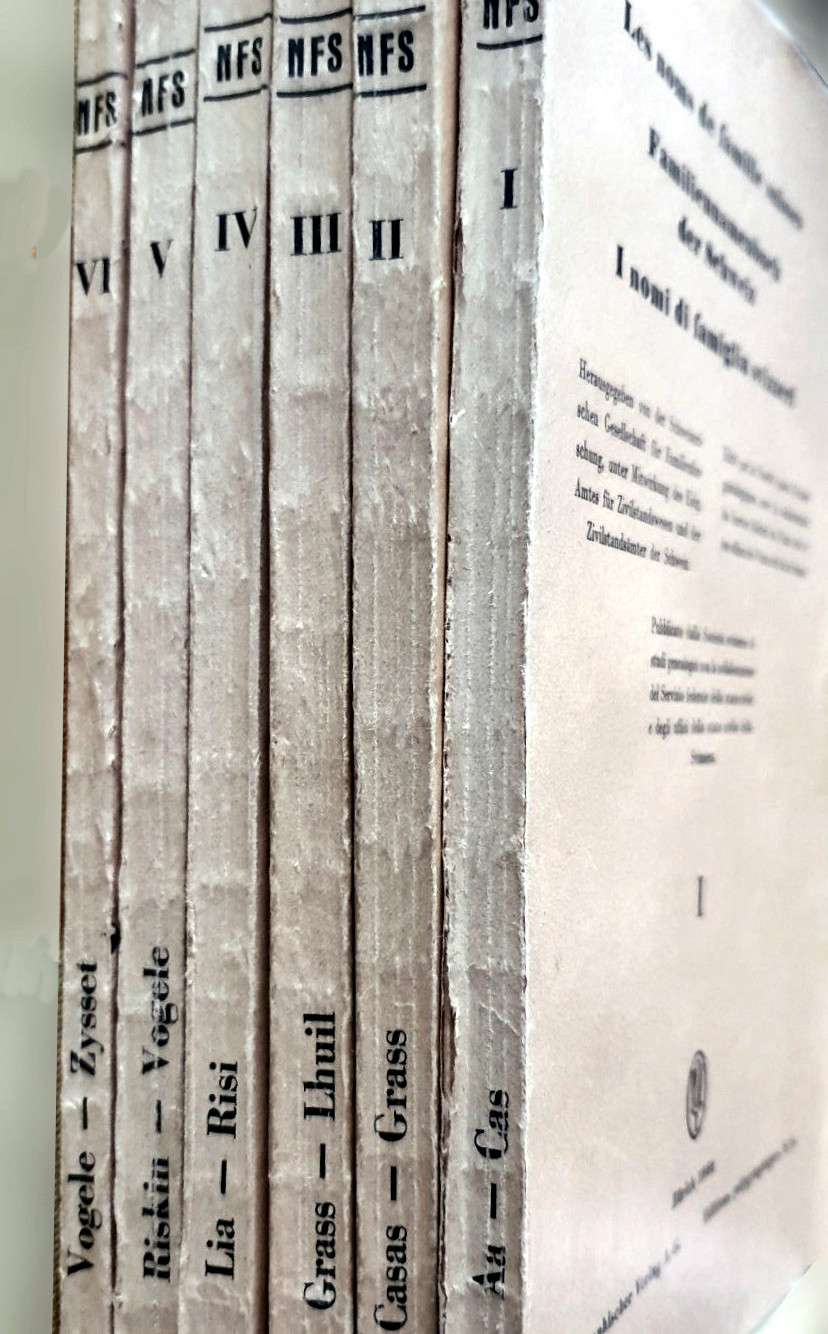
Die 1. Auflage des Familiennamenbuchs der Schweiz (Taschenbücher)

Mitte der 1930er-Jahre kam erstmals die Idee auf, ein Nachschlagewerk zu schaffen, das nicht nur für einzelne Gemeinden, sondern für die gesamte Schweiz die Feststellung der Bürger- oder Heimatorte von Schweizer Familien ermöglicht. Es sollte sämtlichen Zivilstandsämtern und anderen amtlichen Stellen auf Bundes-, Kantons- und Gemeindeebene den Zugang zu Bürgerortsdaten erleichtern, zugleich aber auch der wissenschaftlichen Forschung dienen können. Gefördert wurde dieses Projekt vom damaligen Chef des Eidgenössischen Amtes für das Zivilstandswesen, Ulrich Stampa und geleitet von Robert Oehler, einem damaligen Mitarbeiter der Landesbibliothek und Gründungsmitglied der Schweizerischen Gesellschaft für Familienforschung sowie der Genealogisch-Heraldischen Gesellschaft Bern.
Aufgrund der Zusammenarbeit mit anderen Stellen, darunter den kantonalen Aufsichtsbehörden für die Zivilstandsämter, der Schweizerischen Gesellschaft für Familienforschung sowie den Zivilstandsbeamten des Landes erschien 1940 das erste «Familiennamenbuch der Schweiz». Bekannt sind eine zwei Bände umfassende, 902-seitige gebundene Ausgabe sowie eine Taschenbuchversion in 6 Bänden (1940 die Bände 1–4 und 1941 die Bände 5 und 6), herausgegeben vom Polygraphischen Verlag Zürich. Das Nachschlagewerk konnte nur dank der finanziellen Hilfe des Bundes publiziert werden. 1968 erschien die erweiterte, 6 Bände umfassende 2. Auflage und 1989 die 3. und letzte Auflage in Buchform, welche nun aus 3 Bänden mit insgesamt 2'082 Seiten bestand. Die Buchausgaben sind mittlerweile vergriffen und nur antiquarisch erwerbbar.

## Online-Datenbank
Im Jahr 1989 hat die Arbeitsgemeinschaft Schweizer Familien eine Online-Datenbank erstellt, welche die unveränderte dritte Auflage des Familiennamenbuchs der Schweiz enthält. Diese wurde 1990 durch die damalige Stiftung Historisches Lexikon der Schweiz (HLS) erworben. Rund 48'500 Familiennamen wurden erfasst und im Internet frei zugänglich gemacht. Zu den einzelnen Familien werden folgende Informationen aufgelistet: der jeweilige Bürgerort und der Zeitpunkt des Bürgerrechtserwerbs sowie der Herkunftsort oder Herkunftsstaat. Verfügbar ist die Online-Version in fünf Sprachen: in den Landessprachen Deutsch, Französisch, Italienisch, Romanisch sowie in Englisch.
- In der Online-Datenbank sind die Familiennamen unter Berücksichtigung der dem Namen vorausgehenden Partikel (de, De, Di, van, von und so weiter) alphabetisch geordnet. Somit ist beispielsweise der Name von Allmen unter dem Buchstaben V, Di Carlo unter dem Buchstaben D eingereiht. Verschiedene Schreibweisen des gleichen Namens sind gesondert aufgeführt: a Marca, à Marca und Amarca, ebenso wie am Rhyn und Amrhyn oder du Bois und Dubois.
- Nach dem Familiennamen folgen innerhalb der alphabetisch geordneten Kantone:

1. die Namen der Heimatgemeinden (Bürgergemeinden) in der amtlichen Schreibweise.
2. das Jahr der Verleihung des Bürgerrechtes. Ist dieses unbekannt, so ist der Zeitabschnitt vermerkt, in dem das Bürgerrecht erworben wurde: «vor 1800», «im 19. Jh.» oder «zwischen 1901–1962».
3. die Herkunft.

Bei Schweizern ist der frühere Bürgerort in Klammern aufgeführt. Diese Regel gilt auch für Orte im Veltlin, inbegriffen die Gegenden von Bormio und Chiavenna, das bis 1797/98 im staatsrechtlichen Sinne als Gebiet der Gemeinen III Bünde, des späteren Kantons Graubünden, anerkannt war, sowie für Mühlhausen im Elsass als Gebiet der alten Eidgenossenschaft. Bei eingebürgerten Ausländern ist der frühere Heimatstaat angegeben. Es werden die im allgemeinen Schriftverkehr üblichen Abkürzungen verwendet. Ein Stern (*) bedeutet, dass die Herkunft nicht bekannt ist oder dass das Bürgerrecht auf Grund besonderer gesetzlicher Bestimmungen (Adoption, Scheidung oder ähnlich) besteht.
Die vom Historischen Lexikon der Schweiz zur Verfügung gestellte Onlineversion des Familiennamenbuchs der Schweiz wurde 2020 von der Redaktion des Schweizerischen Idiotikons in deren Portal familiennamen.ch eingebunden und wird dort laufend um weitere Forschungsdaten ergänzt.

## Verschiedenes

### Zusammenhang mit dem Bürgerrecht

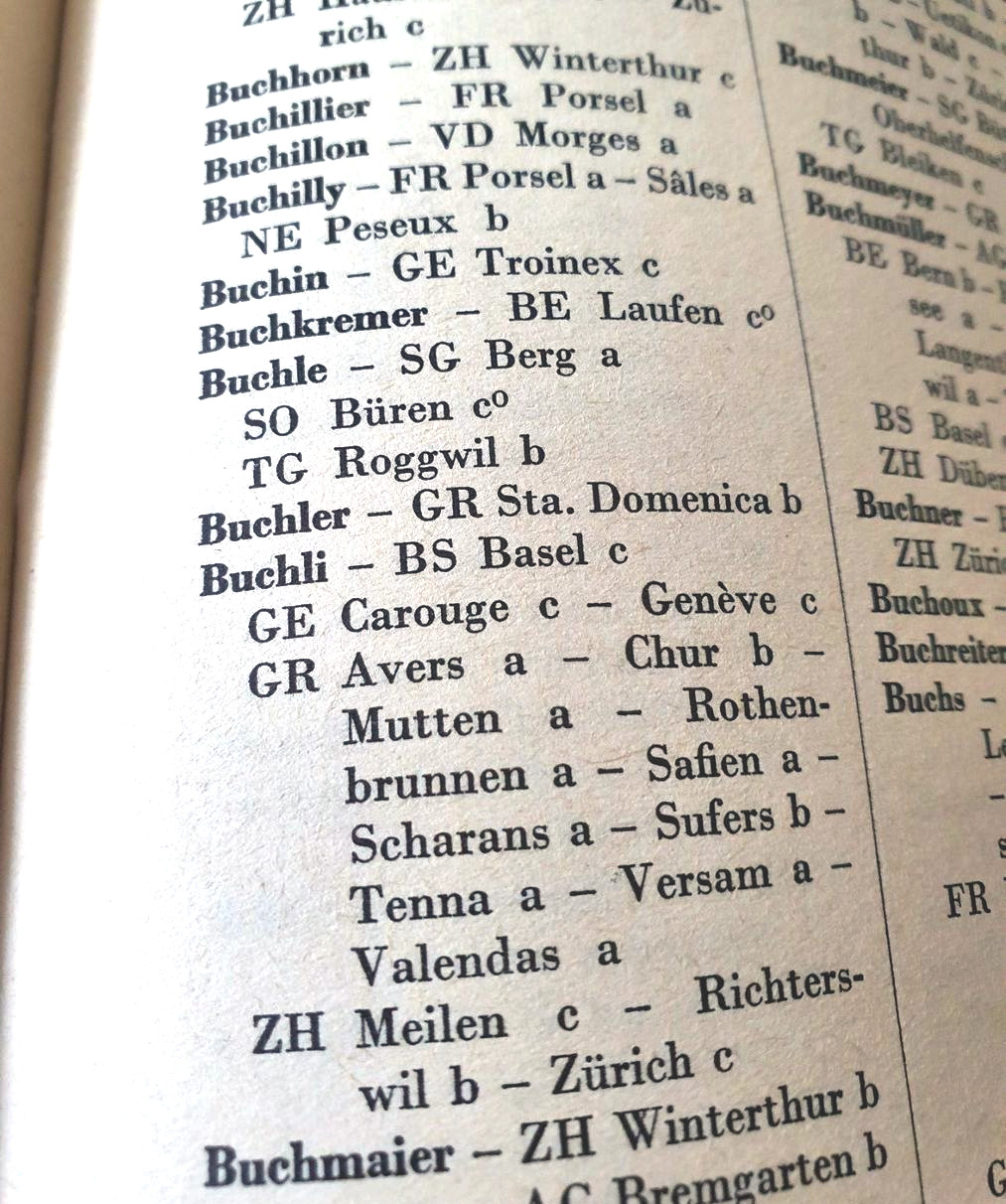
Einzelne Seite aus dem Familiennamenbuch mit Hinweis auf Familiennamen und dazugehöriger Burgergemeinde

Das Familiennamenbuch der Schweiz repräsentiert eine Eigenheit des Schweizerischen Bürgerrechts: Weder der Ort der Geburt noch der Wohnsitz in einer bestimmten Gemeinde sind von ausschlaggebender Bedeutung. Das Bürgerrecht wurde althergebracht durch die Geburt vom Vater her erworben und auf Söhne und Töchter weiter vererbt und diente als Grundlage für das Staatsbürgerrecht im schweizerischen Sinne. Die gleichzeitige Verknüpfung mit dem Familienstamm ist ungewöhnlich und in dieser Form nur in der Schweiz und im Fürstentum Liechtenstein anzutreffen.
Unter dem Einfluss der volkswirtschaftlich bedingten innerstaatlichen Wanderung ist heute eine Vielzahl aller Schweizerbürger nicht mehr in der Heimatgemeinde sesshaft. Im Jahre 1860 wohnten noch beinahe 60 Prozent der einheimischen Bevölkerung in jenem Ort, dem sie als Bürger angehörten. Eine Volkszählung von 1960 ergab, dass nur rund 25 % der schweizerischen Bevölkerung die Wohngemeinde zugleich als die Heimatgemeinde bezeichnet. Sehr viele Schweizer kennen den Ort der Väter nur noch vom Hörensagen und noch öfters sind zur Bürgergemeinde weder persönliche noch verwandtschaftliche Bande mehr vorhanden. Sie steht nur noch in den Ausweisschriften und hat durch die veränderten Verhältnisse die ehemalige Bedeutung weitgehend eingebüsst.

### Datenschutz
Dass Firmen weltweit gezielt das Internet nach personenbezogenen Daten durchforsten, um sie für virales Marketing oder Affiliate-Netzwerke zu benutzen, ist mittlerweile Gegenstand vieler Medienberichterstattungen und anderen Publikationen (sowohl kritischen als auch euphemistischen, relativierenden oder positiven). Websites und andere Quellen zum Thema Ahnenforschung liefern in dieser Hinsicht besonders viele Informationen und machen so in ungewöhnlich grosser Menge Daten über erst kürzlich verstorbene oder gar noch lebende Personen zugänglich. Weil viele Benutzer von Web-Portalen nicht nur ihre eigenen, sondern auch die Adressen und Geburtsdaten von Verwandten preisgeben, und dabei den Nutzungsbedingungen für eine grenzüberschreitende Verarbeitung zustimmen, greift der Datenschutz in solchen Fällen nicht. Deshalb steht die Genealogie teilweise in der Kritik.
Das betrifft auch das Familiennamenbuch der Schweiz, obwohl darin keine Angaben zu einzelnen Individuen zu finden sind, sondern nur Informationen über ursprüngliche Abstammungsorte von Personen eines bestimmten Nachnamens (wobei das Buch keine Rückschlüsse vom Abstammungsort zum effektiven Wohnort ermöglicht). Kurz nach Erscheinen der 2. Auflage des Familiennamenbuchs der Schweiz im Jahr 1962, war das Werk bereits ausverkauft. Als sich die Redaktionskommission der Schweizerischen Gesellschaft für Familienforschung im Jahr 1966 mit den Vorarbeiten für die 3. Neuauflage des Familiennamenbuches beschäftigte, sah sie sich mit verstärkten Forderungen nach Datenschutz konfrontiert und musste sich schliesslich dem Druck beugen. Das Resultat war, dass nach 1962 keine Aktualisierung des Inventarbestandes mehr erfolgte, nicht zuletzt jedoch auch deshalb, weil im Verlauf der Jahre die Datenmenge immer stärker zunahm, und das Zusammentragen dieser neuen Informationen unverhältnismässig hohe Kosten zur Folge gehabt hätte. Neu wurde in den 1989 publizierten und seither letzten im Lexikonformat gehaltenen Bänden der inzwischen gegründete Kanton Jura mit berücksichtigt.

### Historische Hilfswissenschaften
Das «Familiennamenbuch der Schweiz» ist im Zusammenhang mit den historischen Hilfswissenschaften – heute auch als historische Grundwissenschaften bezeichnet – für Historiker von nicht unerheblicher Relevanz. Die Genealogie und die Heraldik gehören wie die Diplomatik, die Paläografie, die Chronologie, die Sphragistik, die Numismatik, Epigrafik sowie die Kodikologie zu den wissenschaftlichen Disziplinen, die für die Erforschung der Geschichte bedeutsam sind (siehe auch Prosopographie). Erst durch die Erschliessung und Aufbereitung entsprechenden Quellenmaterials lassen sich Geschichtsquellen wissenschaftlich korrekt aufarbeiten. Ausserdem beschäftigten sich auch Naturwissenschaftler mit der Genealogie.

«Die Naturwissenschaft interessierte sich schon früher für die Genealogie als wichtige Hilfswissenschaft der Vererbungslehre (Erbbiologie), unter anderem zur Erforschung bestimmter Erbkrankheiten wie zum Beispiel der durch Frauen übertragenen Bluterkrankheit. An sich legitime wissenschaftliche Interessen, kombiniert mit älteren Rassentheorien, entarteten in der Rassenideologie der Nationalsozialisten, welche die Genealogie zur Feststellung der arischen beziehungsweise jüdischen Herkunft und zur Durchsetzung von Gebietsansprüchen im Osten missbrauchten.»

### Genealogie
Nachdem anfänglich vor allem über die hochadligen Dynastien (u. a. Zähringer, Lenzburger, Habsburger, Kyburger, Savoyer) sowie über Familien von Freiherren und solchen aus dem Ministerialadel geforscht wurde, gewann die Familienforschung ab Ende des 19. Jahrhunderts auch beim Bürgertum an Bedeutung. In der Schweiz, aber auch andernorts, wurden mehrere Gesellschaften ins Leben gerufen, welche genealogische oder auch heraldische Zielsetzungen verfolgten. So entstanden vermehrt genealogische Handbücher zu solchen Familien («Recueil généalogique suisse», das «Schweizerische Geschlechterbuch», oder das «Schweizerische Familienbuch»). Oft waren rechtlich-praktische Gründe Anlass zur Forschung, zum Beispiel bei Erbschaftsverfahren.
Bereits im Jahr 1891 wurde die erste Schweizerische Heraldische Gesellschaft gegründet, der man das «Genealogische Handbuch zur Schweizer Geschichte» (4 Bände, 1900–1980) sowie das «Schweizer Archiv für Heraldik» zu verdanken hat. Die erste regionale Gesellschaft war die 1910 gegründete Société généalogique vaudoise, welche den «Recueil de généalogies vaudoises» (3 Bände, 1912–1950) herausgab. Grosse Auswirkung hatte schliesslich die Gründung der Schweizerischen Gesellschaft für Familienforschung (SGFF) im Jahr 1933, die bis 1998 als Dachgesellschaft von elf selbstständigen regionalen Organisationen wie zum Beispiel der Genealogisch-Heraldischen Gesellschaft der Region Basel fungierte, und bei der Realisierung des Familiennamenbuchs federführend war.

### Wappenbücher
Nebst dem Familiennamenbuch sind in der Schweiz nationale und kantonale Wappenbücher entstanden, die sich inhaltlich ergänzen. In Deutschland, Österreich sowie anderen Ländern sind solche Wappenbücher oder auch Wappenrollen ebenfalls bekannt. Sowohl historische, handkolorierte Wappenbücher, als auch solche aus der Neuzeit (gedruckt) sind wichtige Quellen für die Heraldik, die Prosopographie wie eben auch die Genealogie.